# Ultima Cena (Andrea del Castagno)
L'Ultima Cena è un affresco (453 × 975 cm) di Andrea del Castagno, databile al 1445-1450 circa e conservato nel Museo del Cenacolo di Sant'Apollonia a Firenze. Coronata dalle scene della Resurrezione, Crocifissione e Compianto, di queste ultime, staccate e ricollocate in loco, si conservano anche le sinopie sulla parete opposta.

## Storia
Il monastero venne fondato nel 1339 e dopo il 1440 la badessa Cecilia Donati promosse una serie di lavori di ammodernamento e ingrandimento della struttura. Vennero allora ampliati il chiostro ed il cenacolo, un'ampia sala rettangolare con soffitto a cassettoni e una serie di finestre sulla parete destra, affrescato su un'intera parete da Andrea del Castagno nel 1447.
A causa della clausura delle monache, il cenacolo fu completamente ignorato dalle fonti antiche, infatti né Vasari, né Bocchi-Cinelli, né il Richa ne parlano nelle loro opere su Firenze. La scoperta  si ebbe solo dopo la soppressione e la requisizione del convento nel 1864 per usi militari. Una parte del convento infatti fu demolita per l'apertura di via via XXVII Aprile e molti ambienti furono trasformati in uffici o abitazioni.
Inizialmente la scena venne riferita a Paolo Uccello, ma Cavalcaselle e Crowe l'assegnarono ad Andrea del Castagno, poi sempre confermato come autore. Dopo la scoperta, nel 1891, fu istituito un museo, allora denominato come "Museo di Andrea del Castagno".

## Descrizione

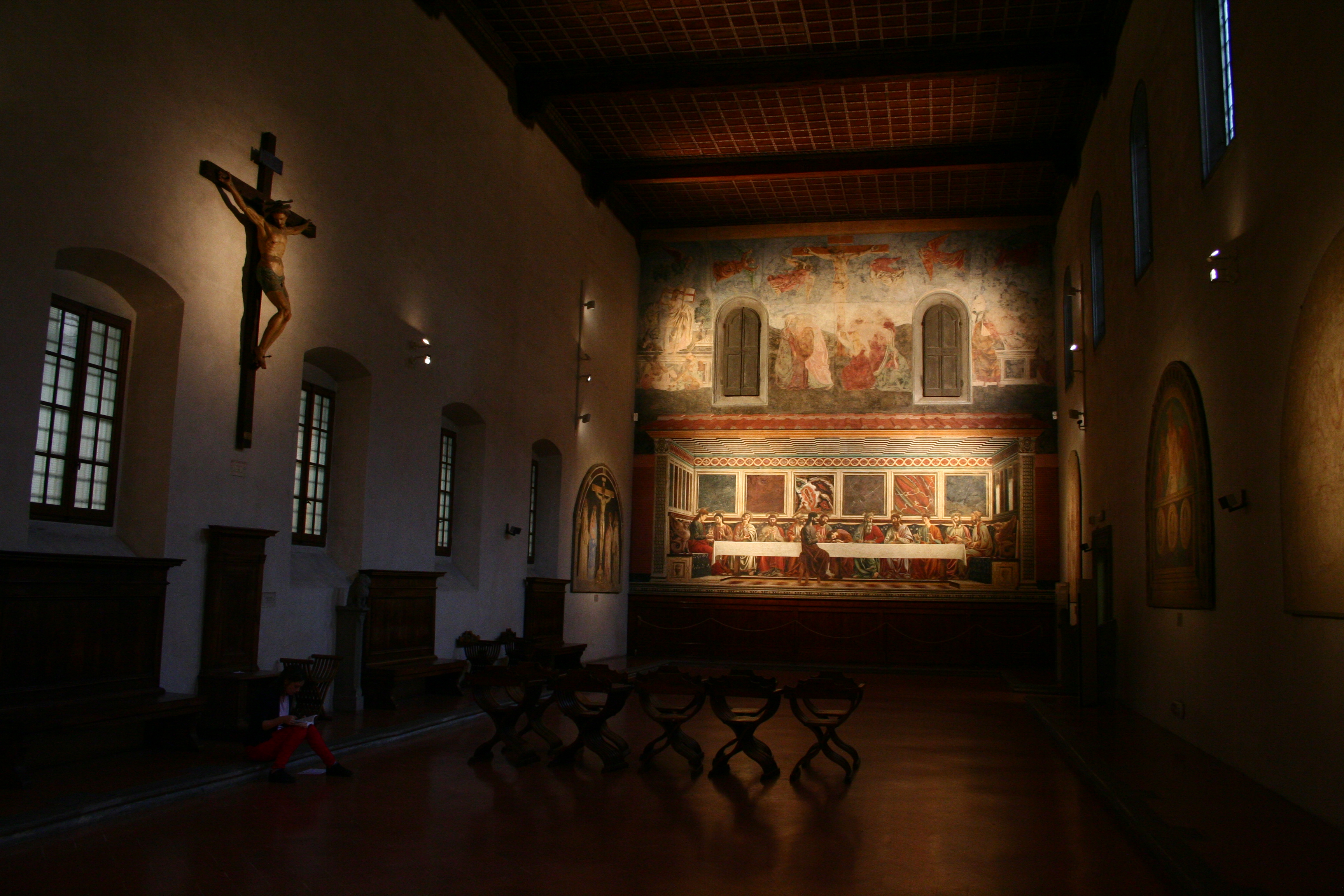
Il refettorio col cenacolo

La particolarità dello spazioso refettorio sta nel grande affresco di Andrea del Castagno raffigurante l'Ultima cena, un tema molto usato per le sale dove i monaci o le monache consumavano i pasti, dipinto tra il 1445 ed il 1450. Le più recenti analisi della documentazione disponibile (Corti e Hartt) collocano il possibile intervento di Andrea del Castagno tra il giugno e l'autunno del 1447.
L'affresco, che occupa l'intera parete ovest del refettorio, è composto di una parte centrale, dove si trova per tutta la lunghezza della parete l'Ultima Cena e di una parte superiore dove, intervallati da due finestre, si trovano (da sinistra) le scene della Resurrezione, Crocifissione e Deposizione. Questi affreschi al momento del rinvenimento del cenacolo (1861) erano scialbati da un intonaco bianco, per questo sono peggio conservati. Nel 1953 si decise di staccare questa parte superiore perché si stava deteriorando per via dell'umidità, e in quell'occasione furono trovate le significative sinopie, che, pure staccate nel 1961, furono collocate sulla parete opposta.
Nelle sinopie Andrea usò una tecnica mista, sia col disegno che con lo spolvero e apportò numerose variazioni nella stesura definitiva degli affreschi: l'unica scena ad avere tutte le stesse figure nella sinopie e nell'affresco e la Resurrezione.

### L'Ultima Cena
L'Ultima Cena è dipinta come se si stesse svolgendo in un piccolo edificio, un triclinium imperiale nello stile rievocato negli scritti di Leon Battista Alberti, con la parete anteriore assente, in modo da permettere allo spettatore la visione dell'interno. L'ambientazione è curata nei minimi dettagli: dalle tegole del tetto, al soffitto a quadrati bianchi e neri, dal pavimento alle pareti laterali, fino ai due muri in laterizio che chiudono la scena a destra e a sinistra. Tutto è inquadrato in una prospettiva rigorosa, con un forte scorcio laterale, dove tutti gli elementi hanno una precisa collocazione geometrica.
La cena di Gesù con gli apostoli si svolge in una stanza all'antica, decorata con lussuosa e raffinata eleganza: attorno a un lungo tavolo con una tovaglia bianca, che evidenzia lo sviluppo orizzontale della scena, stanno seduti su scranni coperti da un drappo con motivi floreali, gli apostoli e Gesù, tranne Giuda che si trova sul lato opposto, su uno sgabello. La collocazione di Giuda separato dal resto degli apostoli è tipica dell'iconografia (anche se di solito si trova a destra, piuttosto che a sinistra di Gesù) e la sua figura barbuta e di profilo assomiglia a quella di un satiro della mitologia romana, dalla quale i cristiani avevano mutuato molte delle caratteristiche fisiche del diavolo.
Anche il san Giovanni dormiente accanto a Cristo è un elemento tradizionale, presente ad esempio, assieme al Giuda di spalle, anche nel cenacolo di Santa Croce di Taddeo Gaddi, per rimanere in ambito fiorentino. la scatola prospettica ha invece un precedente trecentesco nel cenacolo di Santo Spirito di Andrea Orcagna (1360-65 circa).

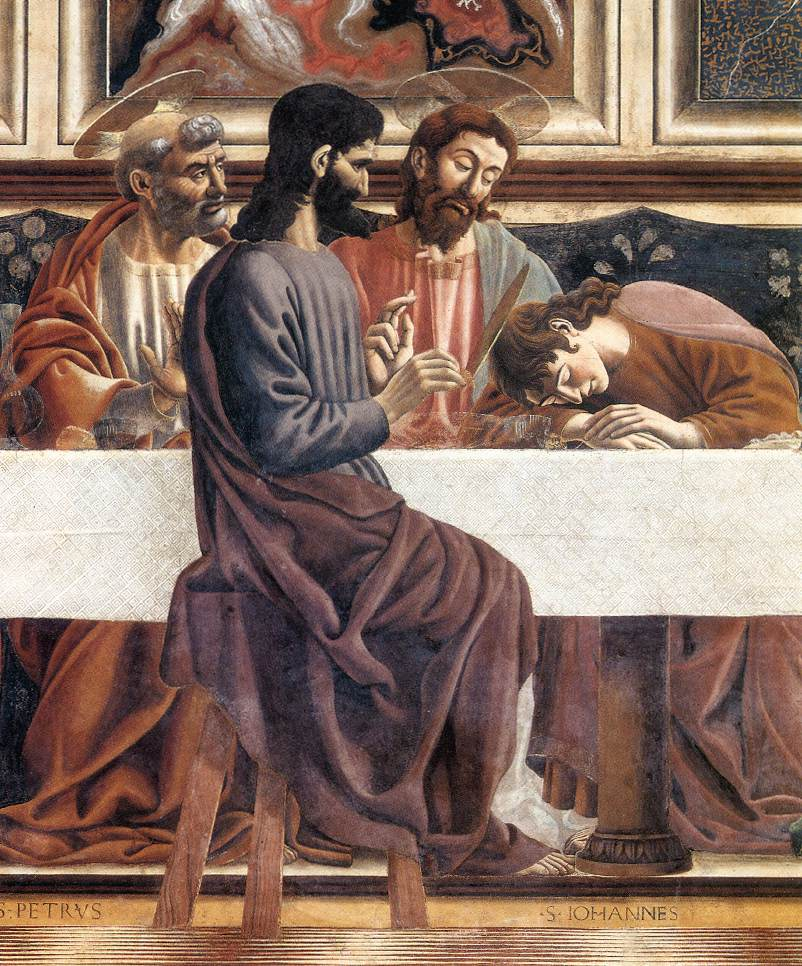
Dettaglio centrale

Le spalliere sono decorate da sfingi e anfore scolpite alle estremità, un evidente richiamo al gusto antico. Alle spalle degli apostoli risaltano una serie di riquadri con finte specchiature in marmi pregiati, che accrescono, con il loro rigore geometrico e coloristico, la staticità e la solennità della scena. Esse sono molto più cupe, e per questo realistiche, delle specchiature marmoree usate in opere coeve di pittori come Filippo Lippi o Beato Angelico. Fa eccezione il pannello più screziato alle spalle del Cristo, che sembra agata e richiama subito l'occhio dello spettatore verso il nodo del dipinto, tra le figure di san Pietro, Giuda e Cristo.
In alto corre un fregio con nastri intrecciati e fiori. La medesima decorazione parietale ricorre anche sui lati, anche se qui il pittore fece un errore: sui lati brevi sta seduto un solo apostolo e la panca sembra essere di poco più lunga della tavola: in realtà, a contare i cerchi del fregio o le pieghe del drappo, essa dovrebbe essere lunga esattamente la metà della parete frontale, cioè corrispondere a tre intere specchiature quadrate, mentre ve ne sono disegnate sei.
Sul lato destro si trovano due finestre, che giustificano l'illuminazione da destra, mentre la luce naturale oggi proviene da sinistra. Gli apostoli, allineati attorno alla tavola, sono rialzati di un piccolo gradino sul quale si trovano scritti i loro nomi, tranne Giuda, che non a caso si appoggia al di sotto del gradino. Le figure degli Apostoli sono intensamente caratterizzate con fisionomie realistiche e varie, colti in vari atteggiamenti ed espressioni. Il robusto contorno le fa sbalzare contro il fondo, tramite una cruda illuminazione laterale. Tipici sono il segno grafico netto e i passaggi di colore piuttosto bruschi, che creano risalto espressivo.

### Il registro superiore

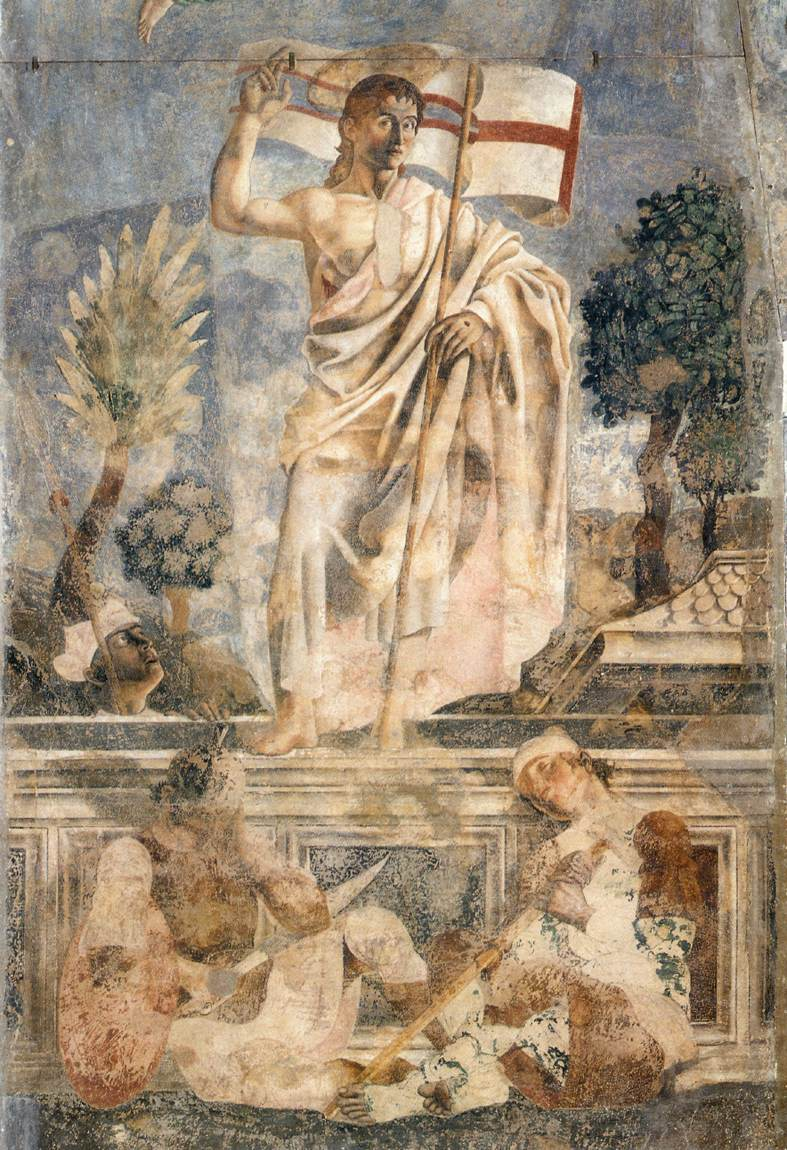
Resurrezione

Oltre il tetto della scatola prospettica dell'Ultima Cena sono raffigurate, da sinistra verso destra, la Resurrezione, la Crocefissione e la Deposizione nel sepolcro in un unico grande spazio pittorico, intervallato solo da due stipi-finestra, ma con lo stesso punto di fuga. Gli affreschi superiori sono caratterizzati da tonalità più tenui per via dell'ambientazione esterna, con una luce cristallina che evidenzia i corpi e i paesaggi. Questa luce può anche essere letta come un riferimento alla luce divina nell'avverarsi della redenzione, quindi più legate a un messaggio positivo di salvezza.
L'ambientazione è stata riconosciuta come un paesaggio di tipo appenninico, simile a quello nei pressi del monte Falterona di dove era originario Andrea. Grande drammaticità si ritrova in più episodi, che contraddice l'immagine coniata dal Vasari e spesso ripetuta acriticamente che vede Andrea del Castagno come un artista incapace di dipingere sentimenti di tenerezza: bastano episodi come l'abbraccio muto di Giovanni o lo svenimento della Vergine tra le pie donne per contraddire tale ipotesi.
Gli angeli che si disperano volando nella parte più alta fanno da elemento di raccordo tra le tre scene. Le loro espressioni sono tratte dalla tradizione, ma innovativo è il trattamento vaporoso delle loro vesti, anche se congelate dal tratto energico e sostanzioso dell'artista.